# Lecanora austro-oceanica
Lecanora austro-oceanica är en lavart som beskrevs av Hertel & Leuckert. Lecanora austro-oceanica ingår i släktet Lecanora och familjen Lecanoraceae.   Inga underarter finns listade i Catalogue of Life.